# 黒田勲
黒田 勲（くろだ いさお、1927年8月31日 - 2009年2月17日）は、日本の航空自衛官、医学者、医師。早稲田大学教授。最終階級は空将。専門は航空医学、宇宙医学。北海道旭川市出身。

## 経歴
- 1951年（昭和26年）：北海道大学医学部卒業、航空自衛隊に入隊
- 1970年（昭和45年）7月：航空医学実験隊第1部長
- 1977年（昭和52年）1月：空将補昇任
  - 2月：航空幕僚監部衛生部長
- 1980年（昭和55年）1月：航空医学実験隊長、米国航空宇宙医学会賞
  - 7月：空将昇任
- 1983年（昭和58年）2月：退官
- 1993年（平成03年）：中央労働災害防止協会顕功賞
- 1994年（平成04年）：運輸大臣表彰
- 1996年（平成06年）： 厚生省第三者委員会座長
- 1998年（平成08年）：日本航空協会航空功績賞
- 1999年（平成09年）11月：勲三等瑞宝章
- 2004年（平成14年）：安全工学協会北川学術賞
- 2009年（平成21年）2月：心室細動で死去、叙・正四位[1]